# Włoscy posłowie do Parlamentu Europejskiego 1994–1999
Włoscy posłowie IV kadencji do Parlamentu Europejskiego zostali wybrani w wyborach przeprowadzonych 12 czerwca 2004.

## Grupa Europejskiej Partii Ludowej (Chrześcijańscy Demokraci)
Wybrani z listy Forza Italia
- Aldo Arroni
- Claudio Azzolini
- Monica Stefania Baldi
- Valerio Baldini
- Giampiero Boniperti
- Pier Ferdinando Casini (z puli CCD)
- Ombretta Colli
- Alessandro Danesin
- Pietro Antonio Di Prima
- Luigi Andrea Florio
- Alessandro Fontana (z puli CCD)
- Riccardo Garosci
- Giacomo Leopardi
- Giancarlo Ligabue
- Franco Malerba
- Roberto Mezzaroma
- Eolo Parodi
- Guido Podestà
- Giacomo Santini
- Umberto Scapagnini
- Antonio Tajani
- Luisa Todini
- Guido Viceconte

Wybrani z listy Włoskiej Partii Ludowej
- Gerardo Bianco
- Giovanni Burtone
- Carlo Casini
- Pierluigi Castagnetti
- Maria Paola Colombo Svevo
- Antonio Graziani
- Giuseppe Mottola, poseł do PE od 11 listopada 1998
- Carlo Secchi

Wybrany z listy PDSI
- Enrico Ferri

Wybrani z listy Patto Segni
- Livio Filippi
- Danilo Poggiolini
- Vincenzo Viola, poseł do PE od 18 września 1995

Wybrany z listy SVP
- Michl Ebner

## Grupa Partii Europejskich Socjalistów
Wybrani z listy Demokratycznej Partii Lewicy
- Corrado Augias
- Francesco Baldarelli
- Roberto Barzanti
- Rinaldo Bontempi
- Pierre Carniti
- Gaetano Carrozzo, poseł do PE od 11 listopada 1998
- Luigi Alberto Colajanni
- Biagio De Giovanni
- Giulio Fantuzzi
- Fiorella Ghilardotti
- Renzo Imbeni
- Andrea Manzella
- Pasqualina Napoletano, poseł do PE od 11 listopada 1996
- Giorgio Ruffolo
- Roberto Speciale
- Luciano Vecchi

Wybrany z listy Odrodzenia Komunistycznego
- Luciano Pettinari

Wybrani z listy Włoskiej Partii Socjalistycznej
- Elena Marinucci
- Riccardo Nencini

## Grupa Europejskiej Partii Liberałów, Demokratów i Reformatorów
Wybrani z listy Forza Italia
- Luigi Caligaris
- Stefano De Luca

Wybrany z listy Ligi Północnej
- Raimondo Fassa

Wybrany z listy Włoskiej Partii Republikańskiej
- Giorgio La Malfa

## Zjednoczona Lewica Europejska – Nordycka Zielona Lewica
Wybrani z listy Odrodzenia Komunistycznego
- Fausto Bertinotti
- Luciana Castellina
- Lucio Manisco
- Luigi Vinci

Wybrany z listy Verdi
- Carlo Ripa di Meana

## Grupa Unia dla Europy
Wybrani z listy Forza Italia
- Ernesto Caccavale
- Alfonso Luigi Marra

Wybrana z listy Ligi Północnej
- Marilena Marin

## Grupa Zielonych
Wybrany z listy La Rete
- Leoluca Orlando

Wybrani z listy Verdi
- Adelaide Aglietta
- Gianni Tamino, poseł do PE od 11 lipca 1995

## Grupa Europejskiego Sojuszu Radykalnego
Wybrani z listy Marco Pannella
- Gianfranco Dell’Alba
- Olivier Dupuis, poseł do PE od 30 marca 1996

## Niezrzeszeni
Wybrani z listy Sojuszu Narodowego/MSI
- Amedeo Amadeo
- Roberta Angelilli
- Marco Cellai
- Gianfranco Fini
- Cristiana Muscardini
- Sebastiano Musumeci
- Gastone Parigi
- Pino Rauti
- Luciano Schifone, poseł do PE od 6 maja 1998
- Salvatore Tatarella
- Antonio Michele Trizza

Wybrani z listy Ligi Północnej
- Umberto Bossi
- Gipo Farassino
- Marco Formentini
- Luigi Moretti

## Byli posłowie IV kadencji do PE
- Spalato Bellerè (z listy Sojuszu Narodowego), do 21 kwietnia 1998, zgon
- Marco Pannella (z listy Marco Pannella), do 28 marcz 1996
- Enrico Montesano (z listy PDS), do 10 listopada 1996
- Achille Occhetto (z listy PDS), do 11 października 1996
- Giampaolo D’Andrea (z listy Włoskiej Partii Ludowej), do 26 października 1998
- Mariotto Segni (z listy Patto Segni), do 15 września 1996
- Alexander Langer (z listy Verdi), do 3 lipca 1995, zgon